# Марвін Обуз
Марвін Айхан Обуз (нім. Marvin Ayhan Obuz, нар. 25 січня 2002, Кельн, Німеччина) — німецький футболіст турецького походження, вінгер клубу «Кельн».

## Ігрова кар'єра

### Клубна
У 2009 році Марвін Обуз приєднався до клубної академії «Кельна». Пройшовши через всі вікові категорії клубних команд, перед сезоном 2020/21 Обуз був переведений до другої команди «Кельна», яка грала в Регіональній лізі. У жовтні 2021 року Марвін Обуз провів свою першу гру в основі в кубковому матчі проти «Штутгарта».
Для набору ігрової практики влітку 2022 року Обуз був відправлений в оренду до кінця сезону в клуб Другої Бундесліги «Гольштайн». Сезон 2023/24 вінгер також провів в оренді. Цього разу його клубом став третьоліговий «Рот Вайс» з Ессена.
Перед сезоном 2023/24 Обуз повернувся до «Кельна», який вилетів до Другої Бундесліги. 2 серпня 2024 року футболіст провів першу гру в основі в чемпіонаті країни, вийшовши на заміну в кінці матчу проти «Гамбурга».

### Збірна
Маючи турецьке походження, з 2017 року Марвін Обуз грає за юнацькі збірні Німеччини.